# Černá Hora na Letních olympijských hrách 2012
Černá Hora se účastnila Letní olympiády 2012. Zastupovalo ji 34 sportovců (18 mužů a 16 žen) v 7 sportech.

## Medailisté
| Medaile | Jméno | Sport  | Soutěž     |
| ------- | --- | ------ | ---------- |
| Stříbro | Marina Vukčević Radmila Miljanić Jovanka Radičević Ana Đokić Marija Jovanović Ana Radović Anđela Bulatović Sonja Barjaktarović Maja Savić Bojana Popović Suzana Lazović Katarina Bulatović Majda Mehmedović Milena Knežević | Házená | Turnaj žen |